# Siły Zbrojne Ukrainy
Siły Zbrojne Ukrainy (ukr. Збройні Сили України), skrótowo SZU (ukr. ЗСУ) – siły i środki wydzielone przez Ukrainę do zabezpieczenia własnych interesów i prowadzenia walki zbrojnej zarówno na jej terytorium oraz poza nim. Nadzorem i zadaniowaniem SZU zajmuje się Ministerstwo Obrony Ukrainy. Powstały wraz z ogłoszeniem niepodległości Ukrainy w 1991 roku. Według rankingu Global Firepower (2023) ukraińskie Siły Zbrojne stanowią 15. siłę militarną na świecie, z rocznym budżetem na cele obronne w wysokości 30 mld dolarów (USD).
Siły zbrojne podzielone są na trzy rodzaje:
- wojska lądowe
- siły powietrzne
- marynarka wojenna

Samodzielne rodzaje wojsk stanowią:
- wojska desantowo-szturmowe
- siły logistyczne[4]
- siły wsparcia[5]

Rodzaj wojsk stanowią:
- wojska łączności i cyberbezpieczeństwa[6]

Samodzielne rodzaje sił:
- siły operacji specjalnych[7]
- siły systemów bezzałogowych
- siły obrony terytorialnej

- Służba:
- siły medyczne[8]

Historycznie istniały również do 2004 roku Siły Obrony Powietrznej.

## Stan sił zbrojnych w momencie powstania

Sztandar Siły Zbrojnych Ukrainy

Po rozpadzie ZSRR i ogłoszeniu niepodległości Ukraina posiadała jedną z najliczniejszych armii w Europie, dysponującą bronią jądrową i dobrze wyposażoną w środki techniczne, jednak nie odpowiadała ona ani politycznej, ani ekonomicznej sytuacji Ukrainy.
W tym czasie na terenie Ukrainy znajdowała się: jedna armia rakietowa, dwie armie ogólnowojskowe, dwie armie pancerne, jeden korpus armijny, cztery armie lotnicze, jedna armia obrony przeciwlotniczej oraz Flota Czarnomorska. Całość liczyła 780 tysięcy żołnierzy, 6500 czołgów, około 7000 transporterów opancerzonych i BWP, około 1500 samolotów bojowych, ponad 350 okrętów i jednostek pomocniczych, 1272 wyrzutnie międzykontynentalnych rakiet balistycznych i prawie 2500 wyrzutni taktycznych rakiet nuklearnych.
24 sierpnia 1991 Rada Najwyższa Ukrainy uchwaliła przyjęcie pod swoją jurysdykcję wszystkich jednostek sił zbrojnych byłego Związku Radzieckiego, rozmieszczonych na terytorium Ukrainy, i utworzenie Ministerstwa Obrony Ukrainy.
W wyniku podpisania – przez Rosję, Wielką Brytanię i Stany Zjednoczone, które zagwarantowały nienaruszalność granic ukraińskich – Memorandum budapeszteńskiego w 1994 roku Ukraina przystąpiła do traktatu o nierozprzestrzenianiu broni jądrowej i przekazała znajdujący się na jej terytorium arsenał nuklearny Rosji.

## Pierwsze próby reformy sił zbrojnych

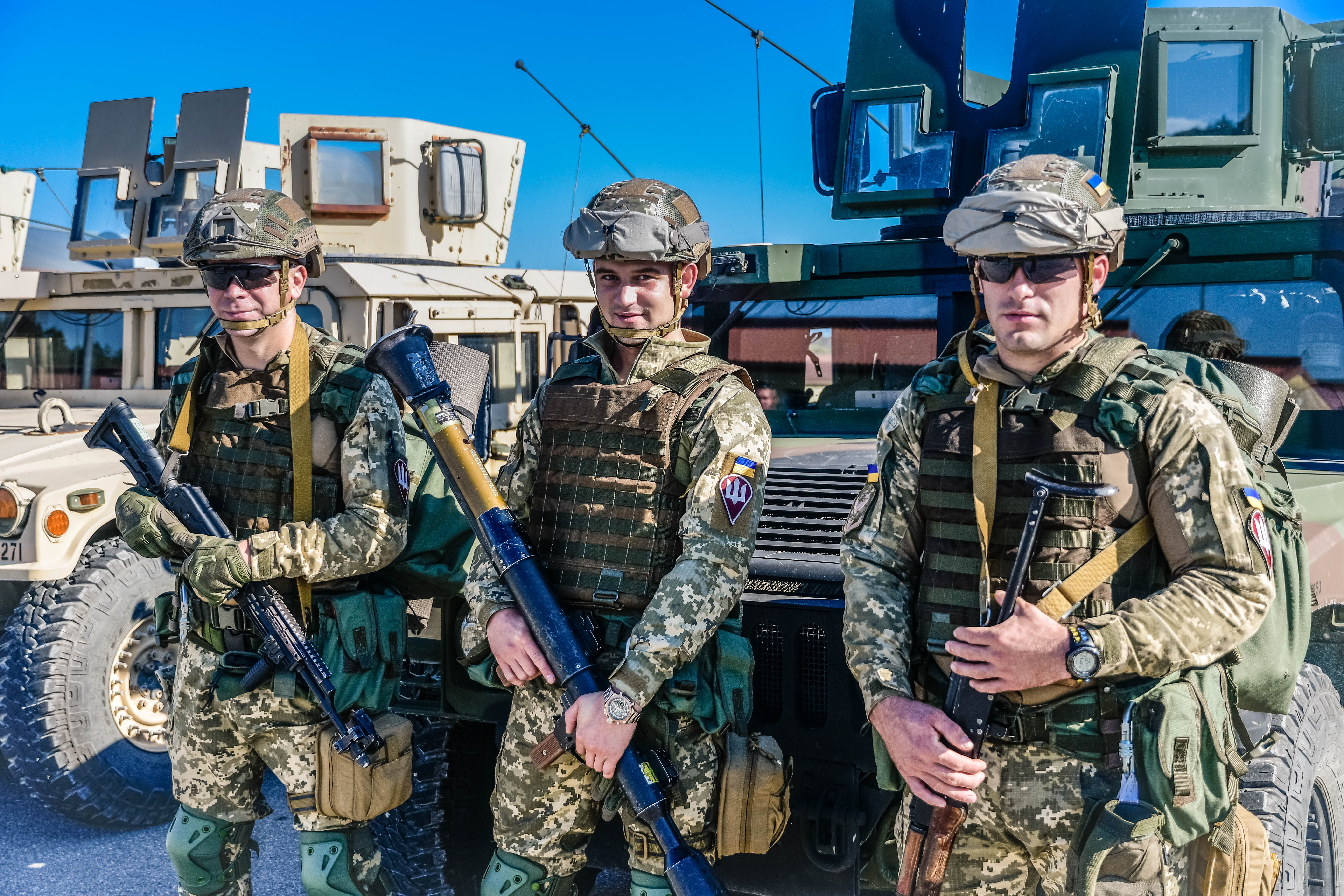
Pododdział 13 Samodzielnego Batalionu Szturmowego 95 Samodzielnej Brygady Szturmowej Wojsk Desantowo-Szturmowych Sił Zbrojnych Ukrainy, biorący udział w ćwiczeniach „Sabre Junction 2018”

Każdy z kolejnych ministrów obrony przedstawiał swój plan redukcji armii i zwiększenia jej siły bojowej, i próbował wcielać go w życie:
- plan reorganizacji autorstwa ministra Morozowa z 1992 zakładał przede wszystkim redukcję liczebności armii. Udało się wszystkie armie zamienić w korpusy, wszystkie dywizje piechoty zmienić w zmechanizowane, rozformować całkowicie trzy dywizje, a kilka jednostek zmienić w centra szkoleniowe;
- plan reorganizacji autorstwa ministra Radeckiego z 1994 przewidywał utworzenie z wszystkich jednostek trzech korpusów po trzy dywizje (w sumie 7 zmechanizowanych i 2 pancerne), trzech dywizji artylerii, jednej inżynieryjnej, jednej dywizji obrony przeciwchemicznej, jednej rakietowej. Reforma ta przewidywała zmniejszenie liczby oficerów i chorążych o 30%, w związku z tym upadła wskutek oporu zainteresowanych;
- plan reorganizacji ministra Szmarowa z 1998 zakładał utworzenie siedmiu korpusów (5 zmechanizowanych, 1 pancernego, 7 brygad zmotoryzowanych, 3 brygad pancernych).

Chociaż każdy z ministrów obrony proponował swój plan, w sumie udało się dokonać dość dużo – zlikwidowano 3500 struktur różnego stopnia, zredukowano armię do 410 tysięcy żołnierzy, zmniejszono liczbę środków bojowych – samoloty bojowe do 600 sztuk, helikoptery – do 250 sztuk, czołgi – do 2400 sztuk, transportery opancerzone i BWP – do 2000 sztuk.
Na koniec 2000 Siły Zbrojne Ukrainy liczyły 310 tysięcy żołnierzy i 90 tysięcy pracowników cywilnych.
W 2012 roku Siły Zbrojne Ukrainy liczyły około 139 tysięcy żołnierzy. Wyposażone są w około 730 czołgów T-84, T-80, T-64. Transportery opancerzone i BWP – do 2000 sztuk: BMP-1,2 BTR-60,70 i 80, MT-LB. 716 sztuk artylerii powyżej 100 mm wspierane przez ponad 80 śmigłowców bojowych i 160 samolotów bojowych. Marynarka wojenna liczy 22 okręty bojowe.
W początkach 2014 roku Siły Zbrojne Ukrainy faktycznie liczyły 106 tys. osób (gdyż część etatów pozostawała nieobsadzonych). Zdaniem niektórych obserwatorów, po odliczeniu innych, niezbędnych rodzajów służby i strat osobowych na Krymie, latem 2014 r. Ukraina posiadała możliwość skierowania do walki, teoretycznie 38-39 tysięcy, a praktycznie 32-35 tysięcy żołnierzy. Wobec wystąpień prorosyjskich separatystów, do grudnia 2014 liczebność Sił Zbrojnych Ukrainy wzrosła do 232 tys. osób, z planem dalszego wzrostu do 250 tys. w 2015 roku.

## Operacje pokojowe
- „Kosovo Force” (KFOR)

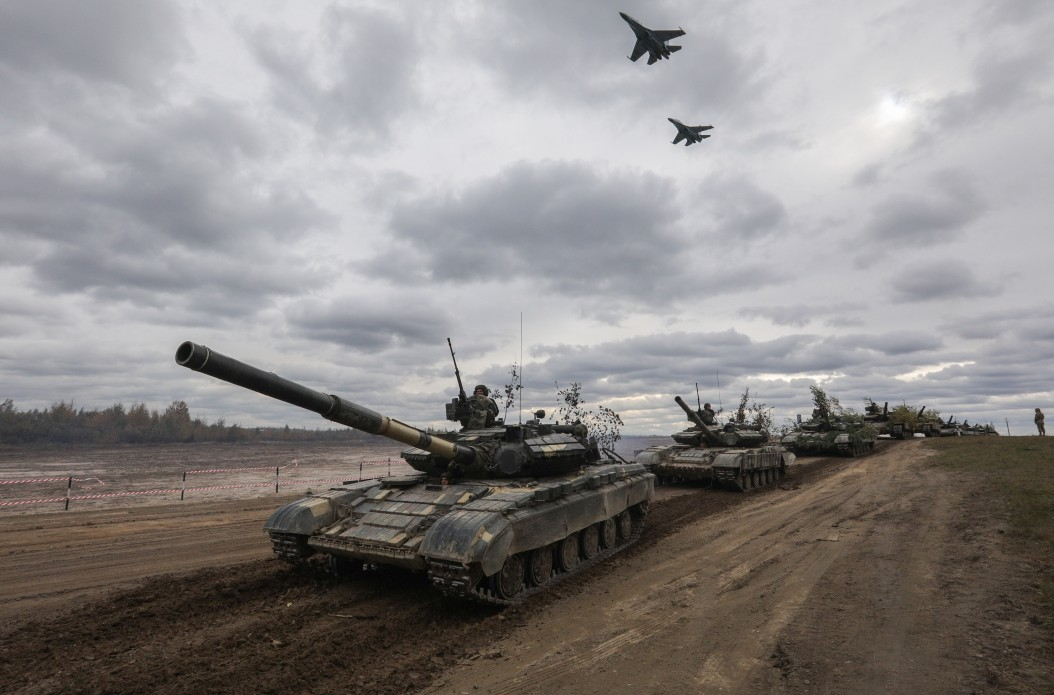
Ukraińskie czołgi T-64 i samoloty Su-27 w 2017 roku

- „Implementation Force” („IFOR”) – w Bośni i Hercegowinie
- „Siły Stabilizacyjne” („SFOR”) – w Bośni i Hercegowinie
- Brygada litewsko-polsko-ukraińska („LITPOLUKRBRIG”) – „Wielonarodowa Brygada” (WB)

## Operacje wojskowe
- Wojna rosyjsko-ukraińska (20 lutego 2014 do chwili obecnej):
  - aneksja Krymu przez Rosję (20 lutego 2014 – 26 marca 2014)
  - wojna w Donbasie (od 6 kwietnia 2014 – 24 lutego 2022)
  - incydent w Cieśninie Kerczeńskiej (25 listopada 2018)
  - inwazja Rosji na Ukrainę (od 24 lutego 2022 do chwili obecnej)

## System rang
Na fali zrywania z wpływami rosyjskimi po aneksji Krymu, ukraińskie siły zbrojne przeszły szereg reform zarówno organizacyjnych, jak i w warstwie symbolicznej. Wprowadzono nowe umundurowanie, wycofując sorty wzorowane na dawnej Armii Radzieckiej oraz zmieniono system rang.